# Makilala
Makilala (Bayan ng Makilala) är en kommun i Filippinerna. Kommunen ligger på ön Mindanao, och tillhör provinsen Cotabato. Folkmängden uppgår till 63 039 invånare.

## Barangayer
Makilala är indelat i 38 barangayer.
| - Batasan - Bato - Biangan - Buena Vida - Buhay - Bulakanon - Cabilao - Concepcion - Dagupan - Garsika - Guangan - Indangan - Jose Rizal | - Katipunan II - Kawayanon - Kisante - Leboce - Libertad - Luayon - Luna Norte - Luna Sur - Malabuan - Malasila - Malungon - New Baguio - New Bulatukan | - New Cebu - Old Bulatukan - Poblacion - Rodero - Saguing - San Vicente - Santa Felomina - Santo Niño - Sinkatulan - Taluntalunan - Villaflores - New Israel |